# Donald Brooks
Pour les articles homonymes, voir Brooks.

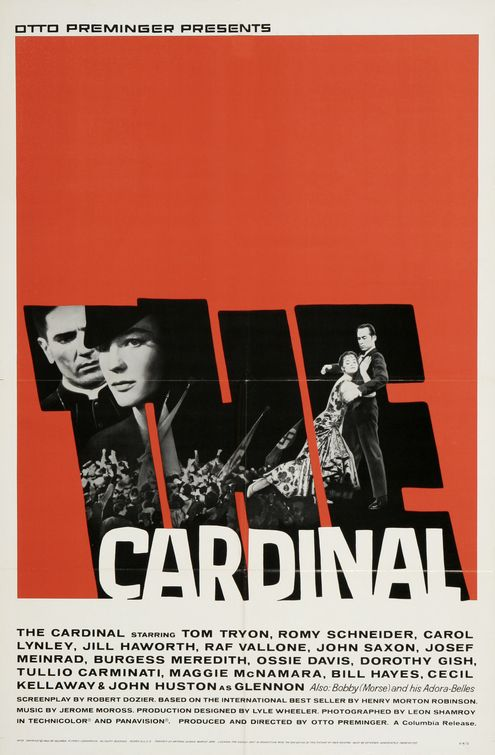
Le Cardinal (1963), poster promotionnel

Donald Marc Blumberg, né le 10 janvier 1928 à New Haven (Connecticut) et mort le 1er août 2005 à Brookhaven (hameau de Stony Brook, État de New York), est un costumier et styliste américain, connu sous le nom de scène de Donald Brooks.

## Biographie
Donald Brooks étudie notamment à New York, au Fashion Institute of Technology puis à la Parsons School of Design (il sort diplômé de cette dernière en 1950). Devenu styliste, il ouvre sa première boutique de mode en 1965.
Au cinéma, il est costumier sur huit films américains, le premier étant Le Cardinal d'Otto Preminger (1963, avec Tom Tryon et Romy Schneider). Suivent entre autres Star! de Robert Wise (1968) et Darling Lili de Blake Edwards (1970), tous deux avec Julie Andrews. Ces trois films lui valent chacun une nomination à l'Oscar de la meilleure création de costumes (qu'il ne gagne pas).
Mentionnons aussi La Toile d'araignée de Stuart Rosenberg (1975), pour lequel il habille Joanne Woodward. Son dernier film est The Bell Jar (en) de Larry Peerce (1979, avec Julie Harris).
À la télévision, outre trois séries (1959, 1961 et 1987), il est costumier sur six téléfilms, depuis un documentaire de 1962 jusqu'à Murder Among Friends de David Greene (téléfilm britannique, 1985, avec Sally Kellerman et Leslie Nielsen), en passant par Laura de John Llewellyn Moxey (coproduction américano-britannique, 1968, avec Lee Radziwill et Robert Stack).
Également costumier de théâtre, Donald Brooks est actif à Broadway (New York) entre 1962 et 1983. Ainsi, il contribue à huit comédies musicales, dont No Strings (1962-1963, musique de Richard Rodgers, avec Diahann Carroll et Richard Kiley), Promises, Promises (1968-1972, musique de Burt Bacharach, avec Jerry Orbach et Jill O'Hara (en)) et Carmelina (1979, musique de Burton Lane, avec Cesare Siepi). No Strings lui vaut en 1962 une nomination au Tony Award des meilleurs costumes.
Toujours à Broadway, s'ajoutent neuf pièces, dont Barefoot in the Park de Neil Simon (1963-1967, avec Elizabeth Ashley et Robert Redford), une adaptation de Pauvre Bitos de Jean Anouilh (1964, avec Donald Pleasence dans le rôle-titre) et The Member of the Wedding (adaptation du roman homonyme de Carson McCullers, 1975, avec Mary Beth Hurt et Glenn Close).

## Filmographie partielle

### Cinéma
- 1963 : Le Cardinal (The Cardinal) d'Otto Preminger
- 1965 : Le Témoin du troisième jour (The Third Day) de Jack Smight
- 1968 : Star! de Robert Wise
- 1968 : Le Détective (The Detective) de Gordon Douglas
- 1970 : Darling Lili de Blake Edwards
- 1975 : L'Homme terminal ou Homicides incontrôlés (The Terminal Man) de Mike Hodges
- 1975 : La Toile d'araignée (The Drowning Pool) de Stuart Rosenberg

### Télévision
(téléfilms)
- 1962 : A Tour of the White House de Franklin J. Schaffner (documentaire)
- 1968 : Laura de John Llewellyn Moxey
- 1981 : Scruples de Robert Day
- 1982 : The Letter de John Erman
- 1985 : Murder Among Friends de David Greene

## Théâtre à Broadway (sélection)

### Comédies musicales
- 1962-1963 : No Strings, musique et lyrics de Richard Rodgers, livret de Samuel A. Taylor, chorégraphie et mise en scène de Joe Layton
- 1964-1965 : Fade In – Fade Out, musique de Jule Styne, lyrics et livret de Betty Comden et Adolph Green, mise en scène de George Abbott
- 1965 : Flora the Red Menace, musique de John Kander, lyrics de Fred Ebb, livret de Robert Russell et George Abbott, mise en scène de ce dernier
- 1965-1966 : On a Clear Day You Can See Forever, musique de Burton Lane (orchestrée par Robert Russell Bennett), lyrics, livret et production d'Alan Jay Lerner, chorégraphie d'Herbert Ross, décors d'Oliver Smith
- 1968-1972 : Promises, Promises, musique de Burt Bacharach, lyrics d'Hal David, livret de Neil Simon (d'après La Garçonnière de Billy Wilder), chorégraphie de Michael Bennett
- 1970 : Minnie's Boys, musique de Larry Grossman, lyrics d'Hal Hackady, livret d'Arthur Marx et Robert Fisher, d'après la vie des Marx Brothers
- 1974 : Good News, musique et lyrics de Ray Henderson, Buddy DeSylva et Lew Brown, livret de Laurence Schwab, Frank Mandel et Buddy DeSylva
- 1979 : Carmelina, musique de Burton Lane, lyrics d'Alan Jay Lerner, livret de Joseph Stein et Alan Jay Lerner, mise en scène de José Ferrer, chorégraphie de Peter Gennaro, décors d'Oliver Smith
- 1983 : Dance a Little Closer, musique de Charles Strouse, lyrics, livret et mise en scène d'Alan Jay Lerner

### Pièces
- 1963-1967 : Barefoot in the Park de Neil Simon, mise en scène de Mike Nichols, décors d'Oliver Smith
- 1964 : Beekman Place de (et mise en scène par) Samuel A. Taylor, décors d'Oliver Smith
- 1964 : Pauvre Bitos (Poor Bitos) de Jean Anouilh, adaptation de Lucienne Hill
- 1965 : Diamond Orchid de Jerome Lawrence et Robert E. Lee, mise en scène de José Quintero
- 1969-1971 : Last of the Red Hot Lovers de Neil Simon, mise en scène de Robert Moore, décors d'Oliver Smith
- 1972 : Night Watch de Lucille Fletcher, mise en scène de Fred Coe
- 1973-1974 : Holiday de Philip Barry
- 1975 : The Member of the Wedding, adaptation du roman homonyme de Carson McCullers
- 1975 : Summer Brave, version révisée de Picnic de William Inge

## Distinctions (sélection)
- 1962 : Nomination au Tony Award des meilleurs costumes, pour No Strings.
- Trois nominations à l'Oscar de la meilleure création de costumes :
  - En 1964, catégorie couleur, pour Le Cardinal ;
  - En 1969, pour Star! ;
  - Et en 1971, pour Darling Lili.